# 長廣郡
长广郡，中国东汉末年到隋朝初年的郡。
东汉建安初年，设置长广郡，治所在长广县（今山东省莱阳市东），何夔為首任太守。不久废除。西晋咸宁三年（277年）重新设置，治所在不其县（今山东省青岛市城阳区南）。包括今山东省青岛市、莱西市、海阳市、莱阳市等地。北魏改治所到胶东（今平度市）。北齐，改治所到黄县（今龙口市）。隋朝初年废除。
- 《三國志·魏志十二·何夔傳》

1. ↑  三國志何夔傳